# Schusterella
Schusterella là một chi rêu trong họ Jubulaceae.